# Myhrman (släkt)
Myhrman en släkt från Värmland härstammande från brukspatronen och vågmästaren i Filipstad Johan Myhrman (1682–1717). Denne var far till Christoffer Myhrman den äldre, som i sin tur var far till Christoffer Myhrman den yngre. Även Gustaf Myhrman tillhörde denna släkt.